# Əlikli
Ələkli è un comune dell'Azerbaigian situato nel distretto di Şərur.